# KC-135空中加油机
KC-135「同溫層加油機」（KC-135 "Stratotanker"）是一款由波音替美國空軍開發製造的空中加油機，以波音367-80作為開發基礎，是美國空軍第一款以噴射發動機為動力的空中加油機。KC-135是在1957年時開始服役，曾歷經越戰、冷戰、波灣戰爭等諸多軍事事件，服役經歷超過半世紀。美國空軍除了持續在進行KC-135的版本改良以延續其服役年限外，也在2011年時選定以波音767為基礎所開發的KC-46「飛馬式」（Pegasus）作為KC-135的後繼機種。

## 概要
機體設計發展自波音367-80原型機，與波音707客機可稱為姐妹機種，並命名為波音717（這個型號名稱並不廣為人知，因此後來被分配給了另一架波音客機）。
可在機翼和機身的地板槽中容納計88.452噸（115,562公升）的飛行燃料，總有效載荷為38噸（最大）供其他飛機使用。
加油系統原採用飛椼式為主，後續機型已於翼端加裝Mk.32B（飛錨式）以適用各種飛行器，加油操作員的座位是在機身後部，使作業變得容易施行。
KC-135A的現代化計劃從1970年底實施。首先，發動機從PW JT3C J57改為PW JT3D渦扇引擎（TF33-PW-102軍用型號，推力8160公斤）在1982年1月空軍國民警衛隊接收約160架的“KC-135E”。
R型現代化計“KC-135R”，發動機採用CFM國際公司的CFM56渦扇發動機（F108-CF-100軍用型號，推力9980KG），燃料載量添加計算輔助電腦APU，1984年 6月開始交付美國空軍，
之後的改進型“KC-135Q CFM”，後稱為“KC-135T”，其更新了航電設備和加強機翼與發動機根部，一共389架被改進至R或T型的標準。
1990年代後期繼任機計劃KC-X開始，並在2011年2月選定KC-767作為繼任機種的開發藍本，著手發展後繼機型KC-46。
2020年4月起，KC-135將逐步從美軍退役；此外，新加坡及法國的同款機均逐步退役。

## 使用国
- 美国
  - 美國空軍在2011年保有417架KC-135[1]；但到2017年5月，則只剩下398架。
  - 美國太空總署操作的唯一一架同款機，早已於2004年退役。
  - Metrea於2020年自新加坡空軍購入4架KC-135R[2]
- 法國
  - 法国空天军共有12架C-135F。其中11架有改裝引擎稱為C-135FR，之後又自美國空軍取得KC-135R 3架。有關飛機將於2018-2023年間，由空中巴士A330 MRTT逐步取代[3]。
- 土耳其
  - 土耳其空軍截止2022年為止，仍保有7架KC-135R[4]。
- 新加坡
  - 新加坡共和国空军1999年自美國空軍取得4架KC-135R。至今，4架KC-135R均已退役[5]，其後由Metrea購入[2]。
- 智利
  - 智利空军2010年自美國空軍取得3架KC-135E。[6]

## 型號
- KC-135A：量産型，732架。
- KC-135E：美國國民空軍警備隊。由A型換裝TF33發動機。
- KC-135Q：搭載SR-71偵察機用JP-7燃料的機型。
- KC-135R：由A型換裝F108(CFM-56)發動機、燃料搭載量増加並追加APU輔助的改修機。
- KC-135T：KC-135Q裝載一般航空燃料的機體。基本構造與KC-135R相同。
- C-135: 輸出法國的型號

## 性能諸元
KC-135A
- 全長：41.5m
- 全高：12.7m
- 全幅：38.9m
- 自重：48t
- 引擎：P&W J57（推力 6.2t）*4
- 最大速度：940km/h

KC-135R
- 全長：41.53m
- 全高：12.7m
- 全幅：39.88m
- 最大離陸重量：146.285t
- 最大燃料搭載量：118,388ℓ(約能提供加滿F-15E 8.9架、F-22 8架、F-35 11架）

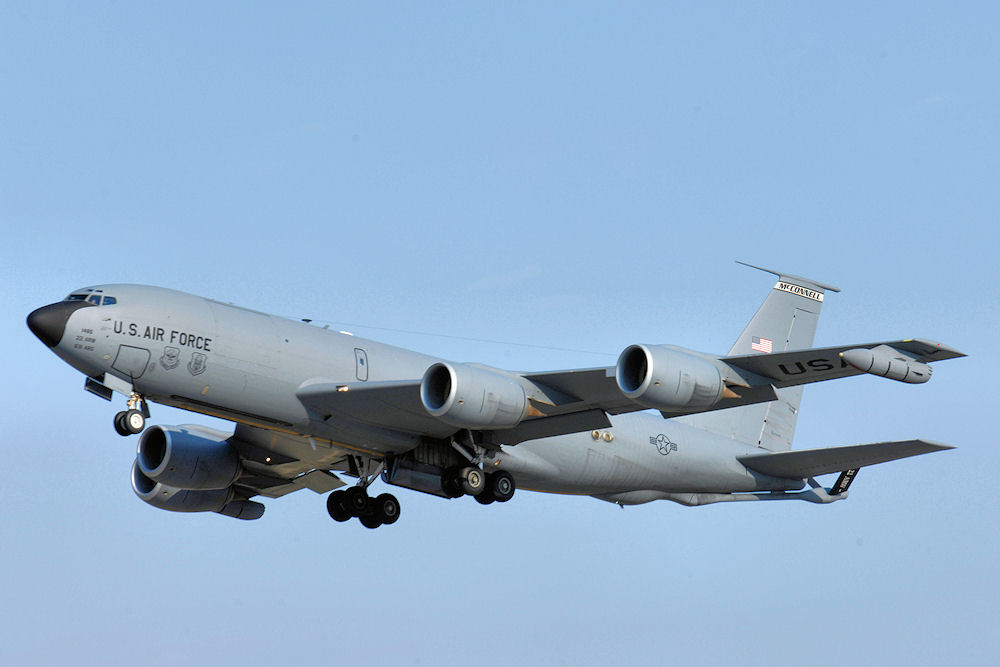
美軍22航空團所屬KC-135
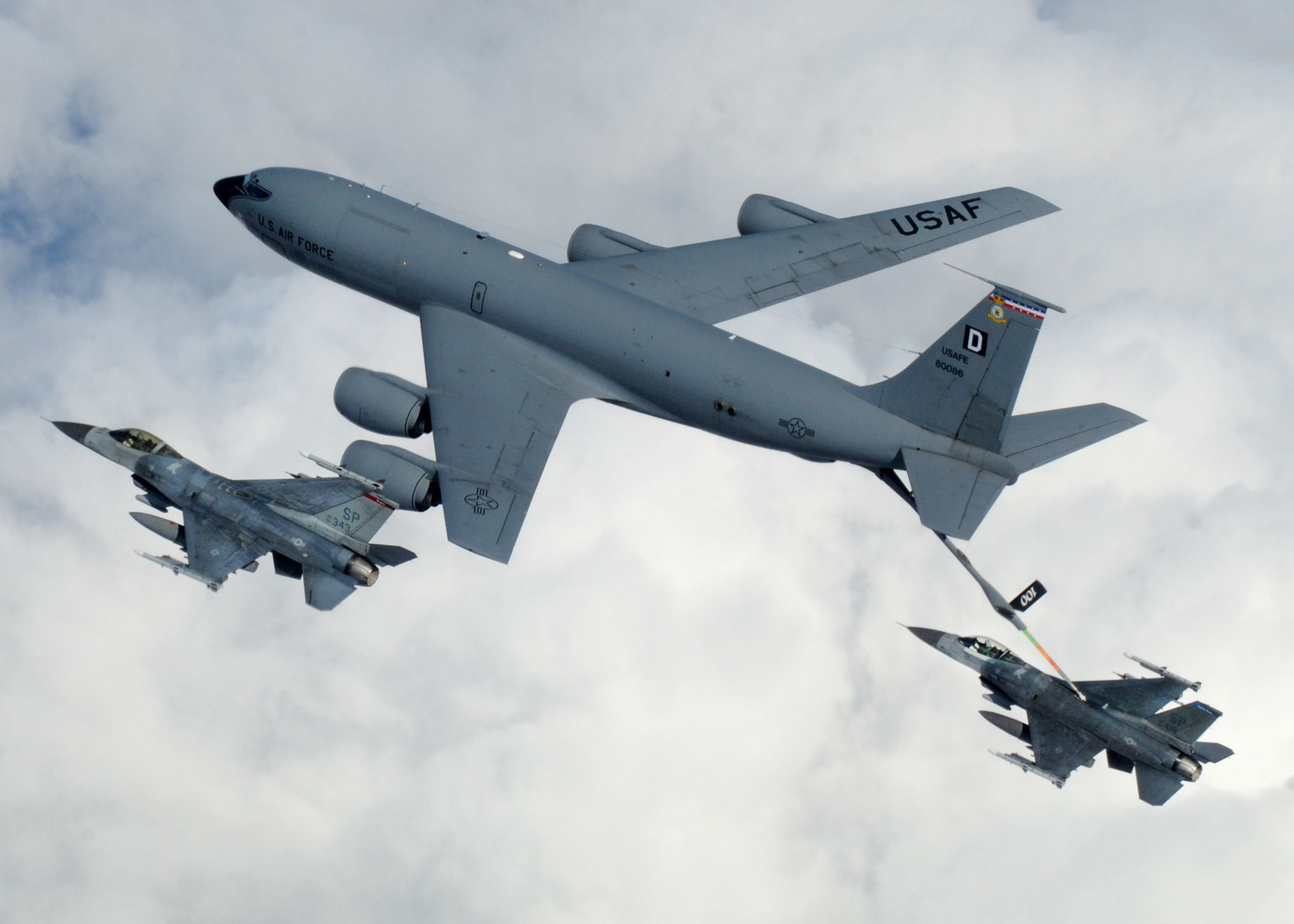
與F16施行加油任務的KC-135R
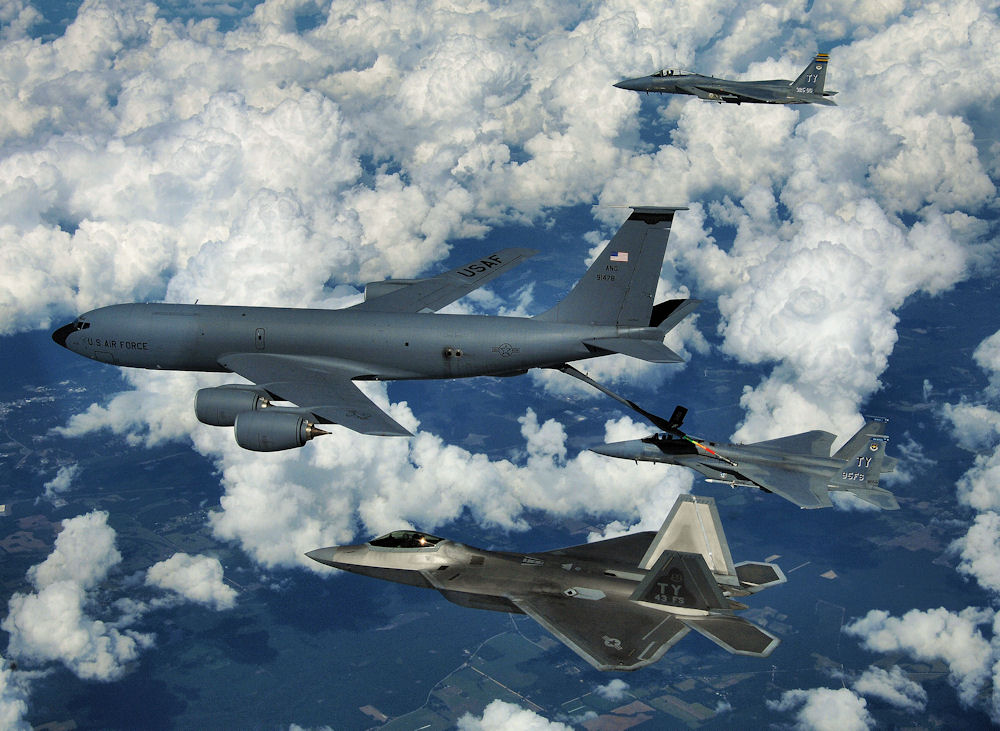
與F15施行加油任務的KC-135R（中央）F-22(下)
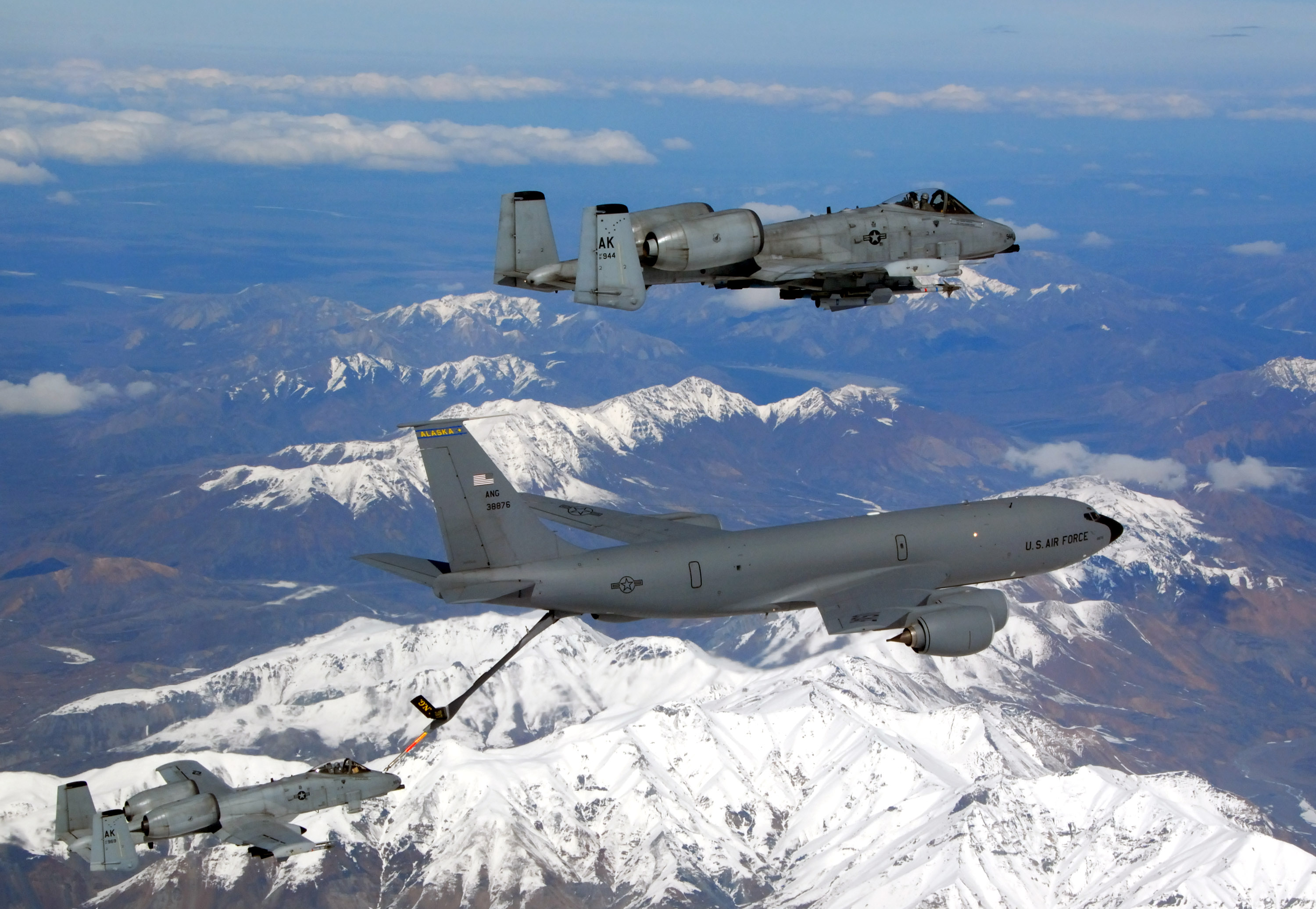
施行加油任務中的A-10
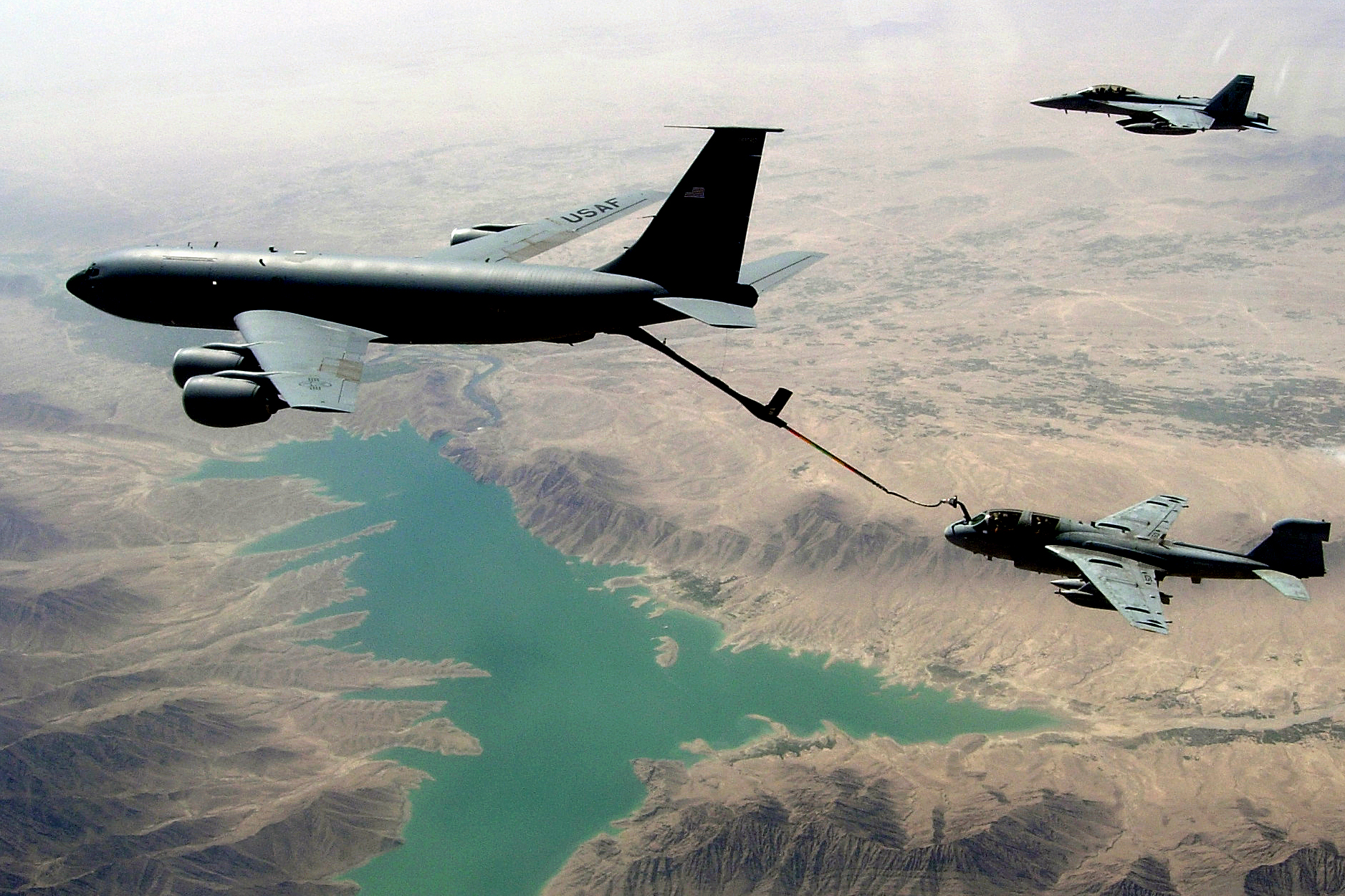
用飛錨式加油系統與海軍 EA-6B(下)及F/A-18E/F(上)施行加油任務
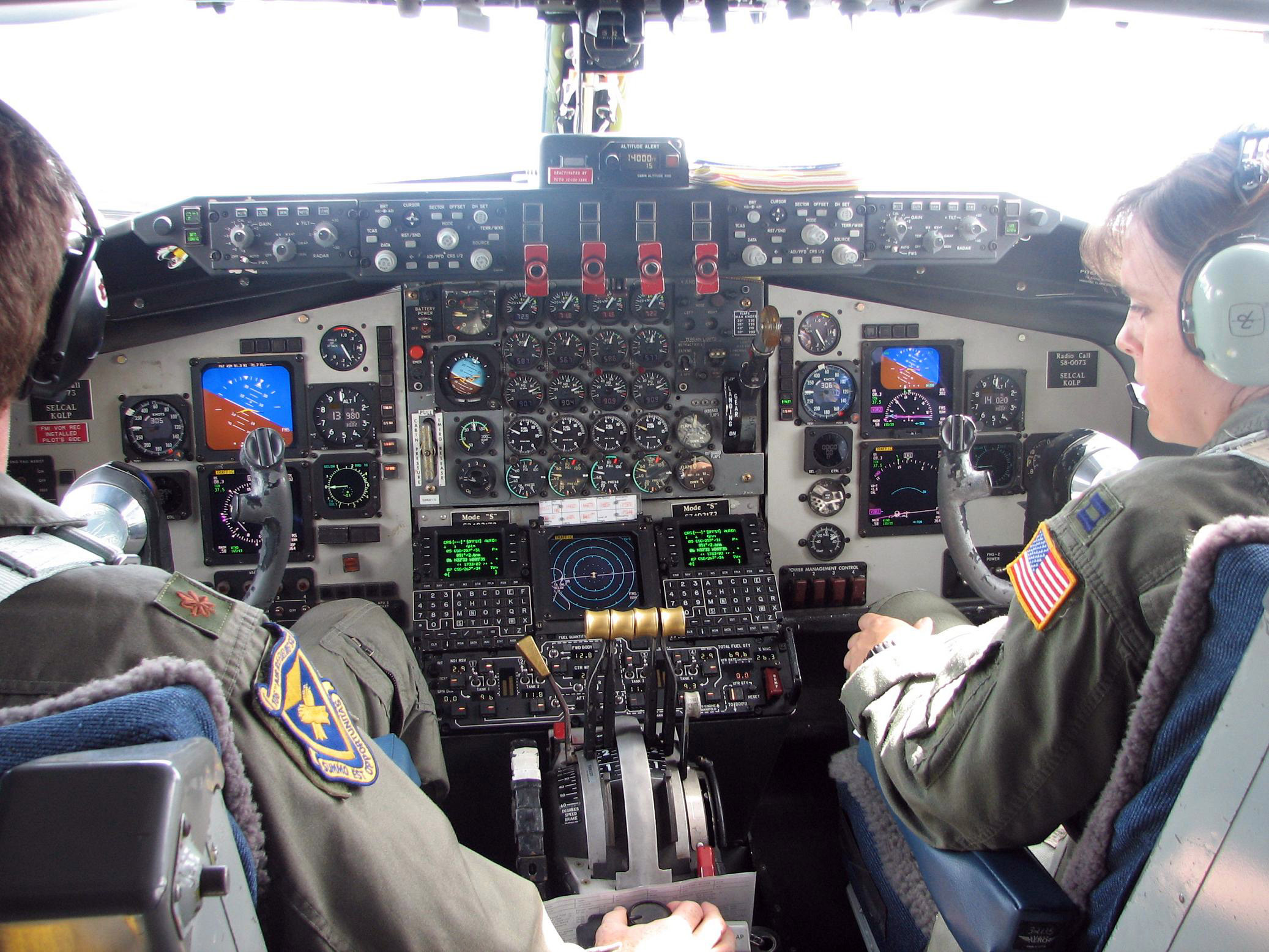
KC-135R飛行操縱席
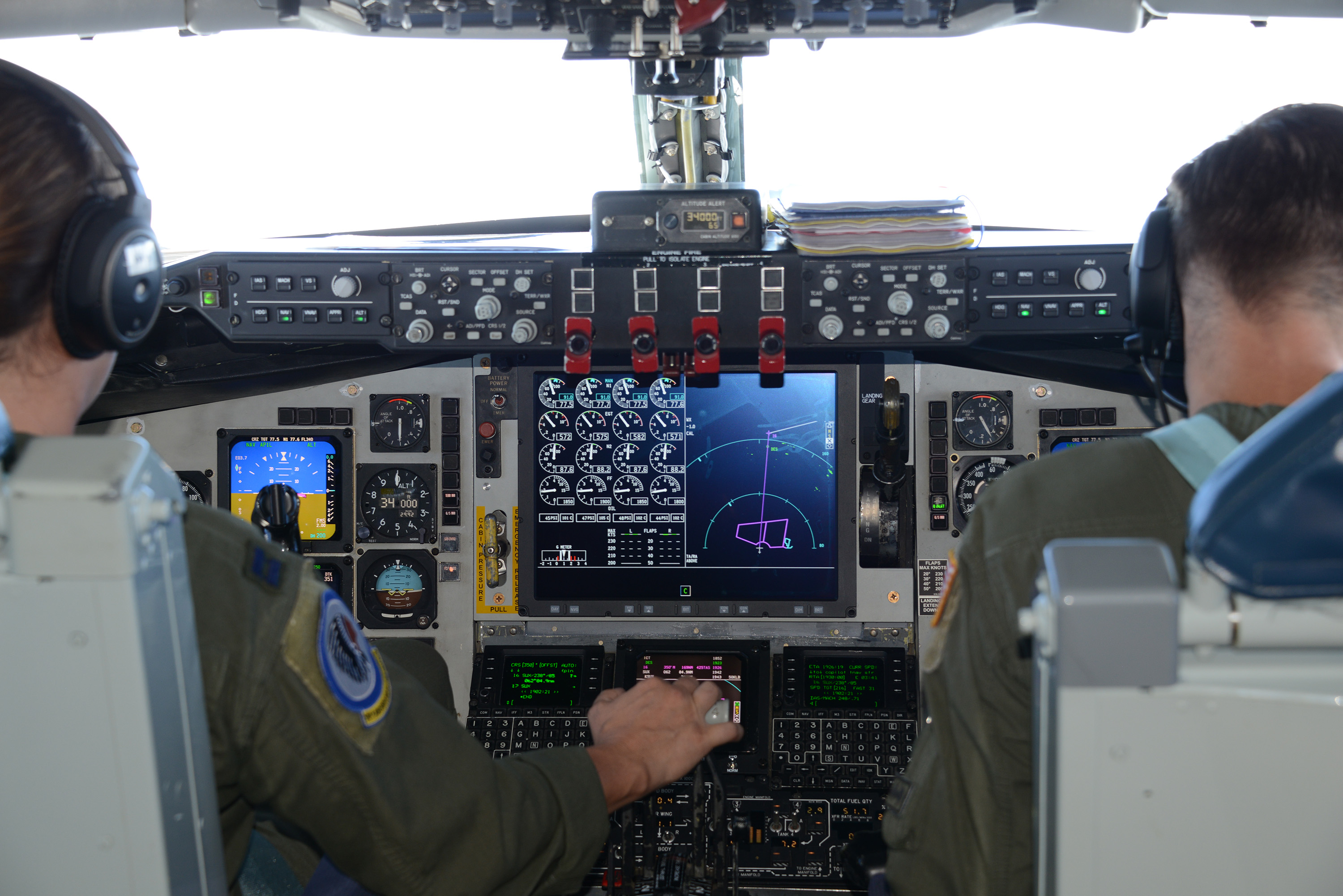
由羅克韋爾柯林斯開發，並由BAE安裝的KC-135批次45玻璃駕駛艙，中央儀表被一塊大型液晶顯示器取代
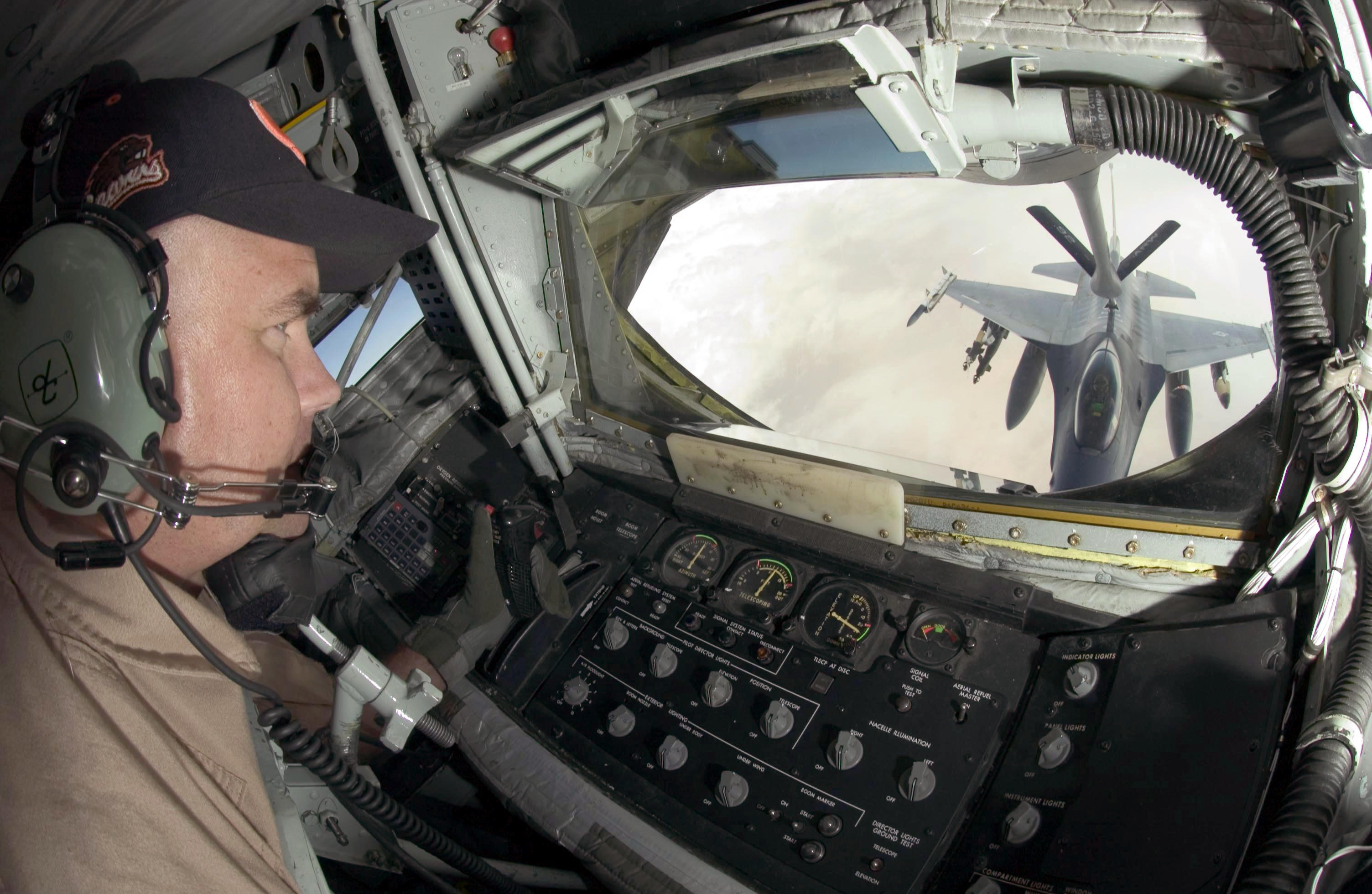
加油任務操縱席
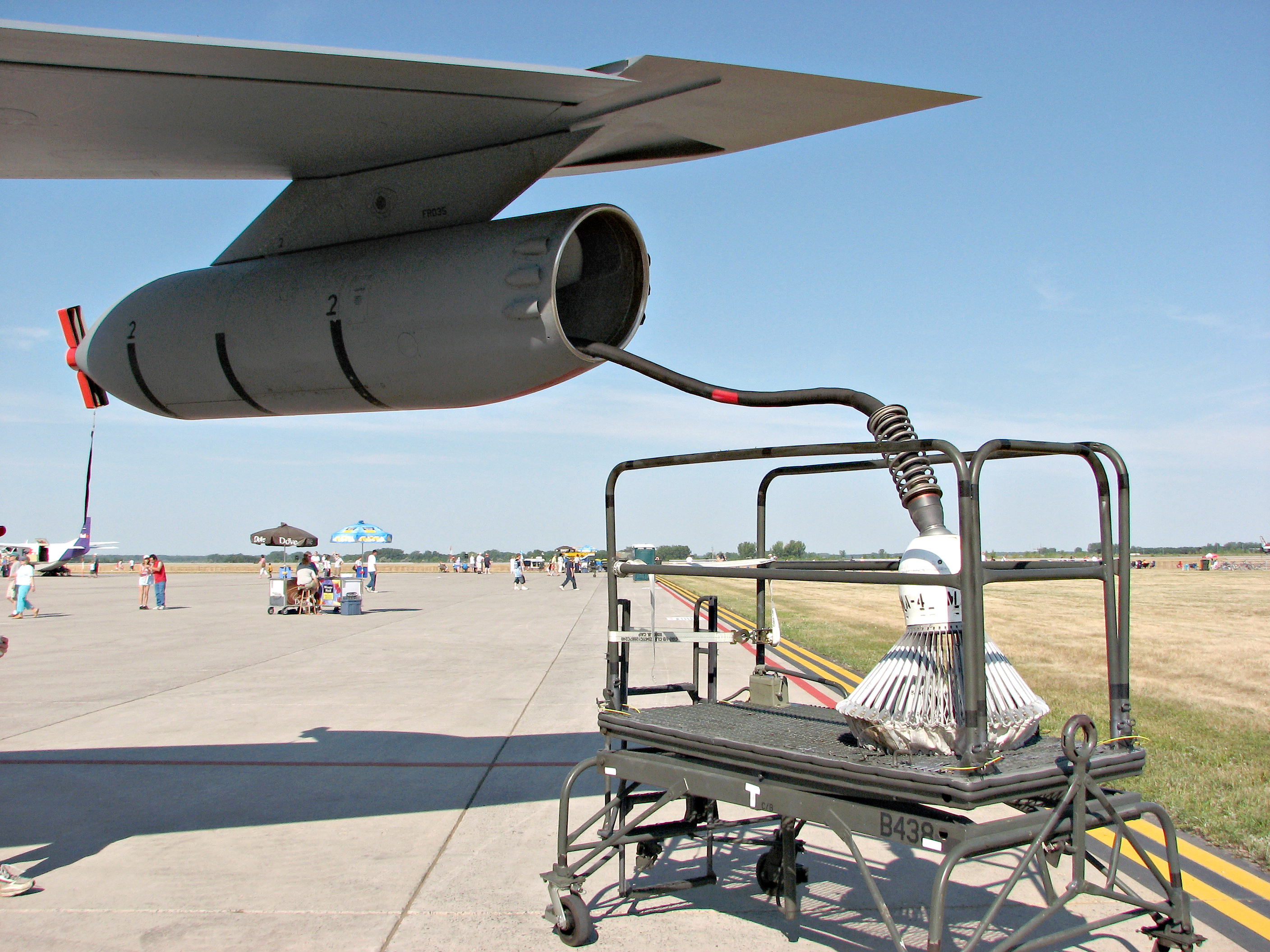
翼端加裝Mk.32B飛錨式加油系統
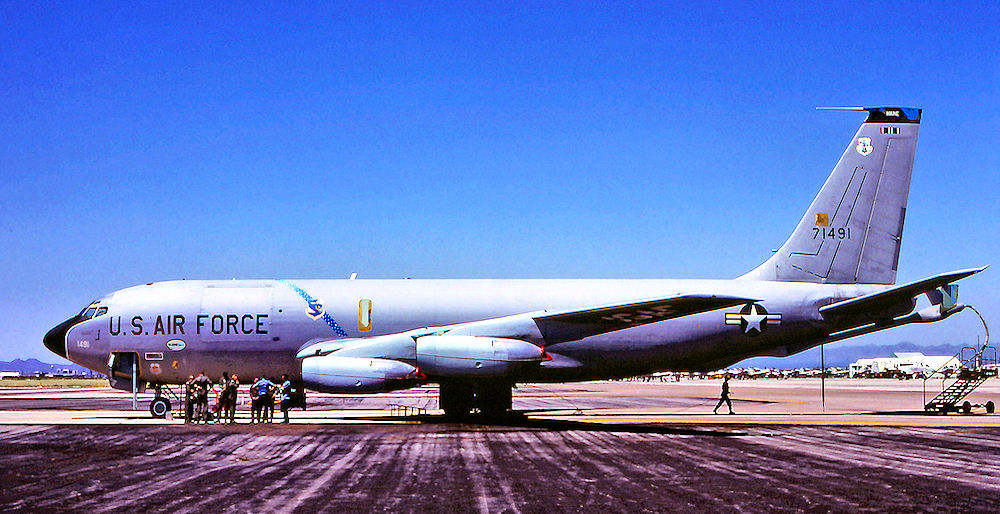
KC-135A
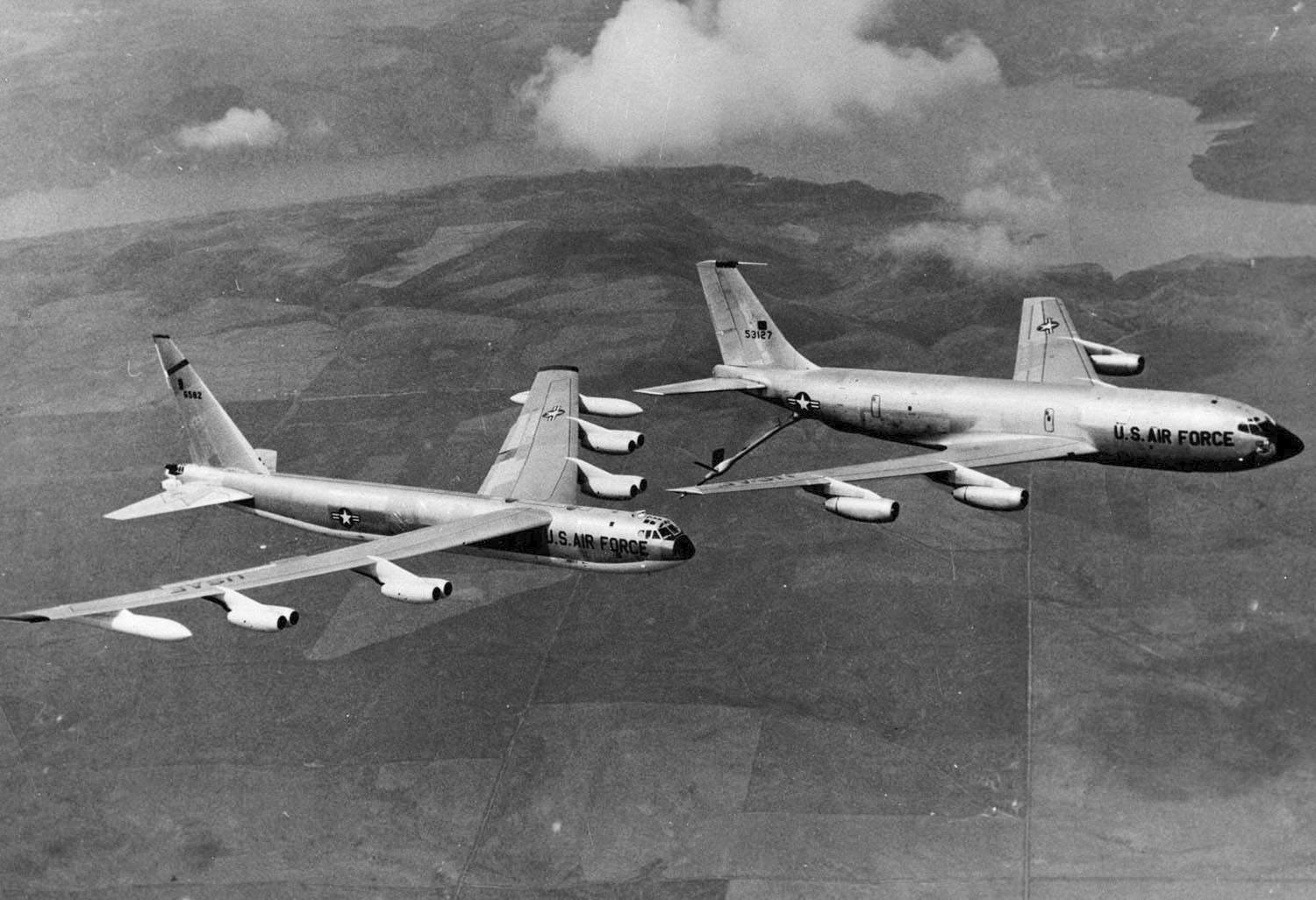
與B-52D施行加油任務
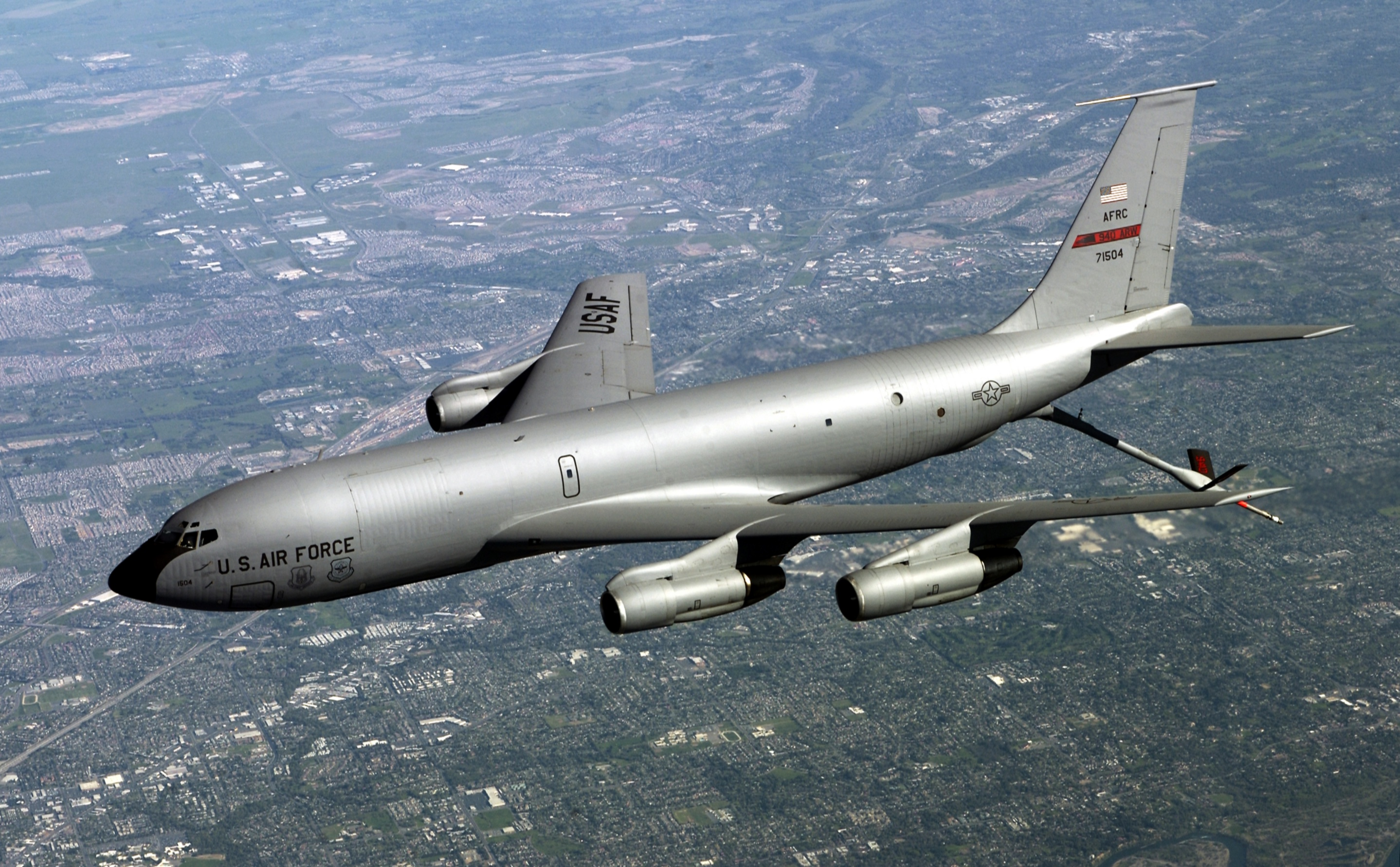
KC-135E
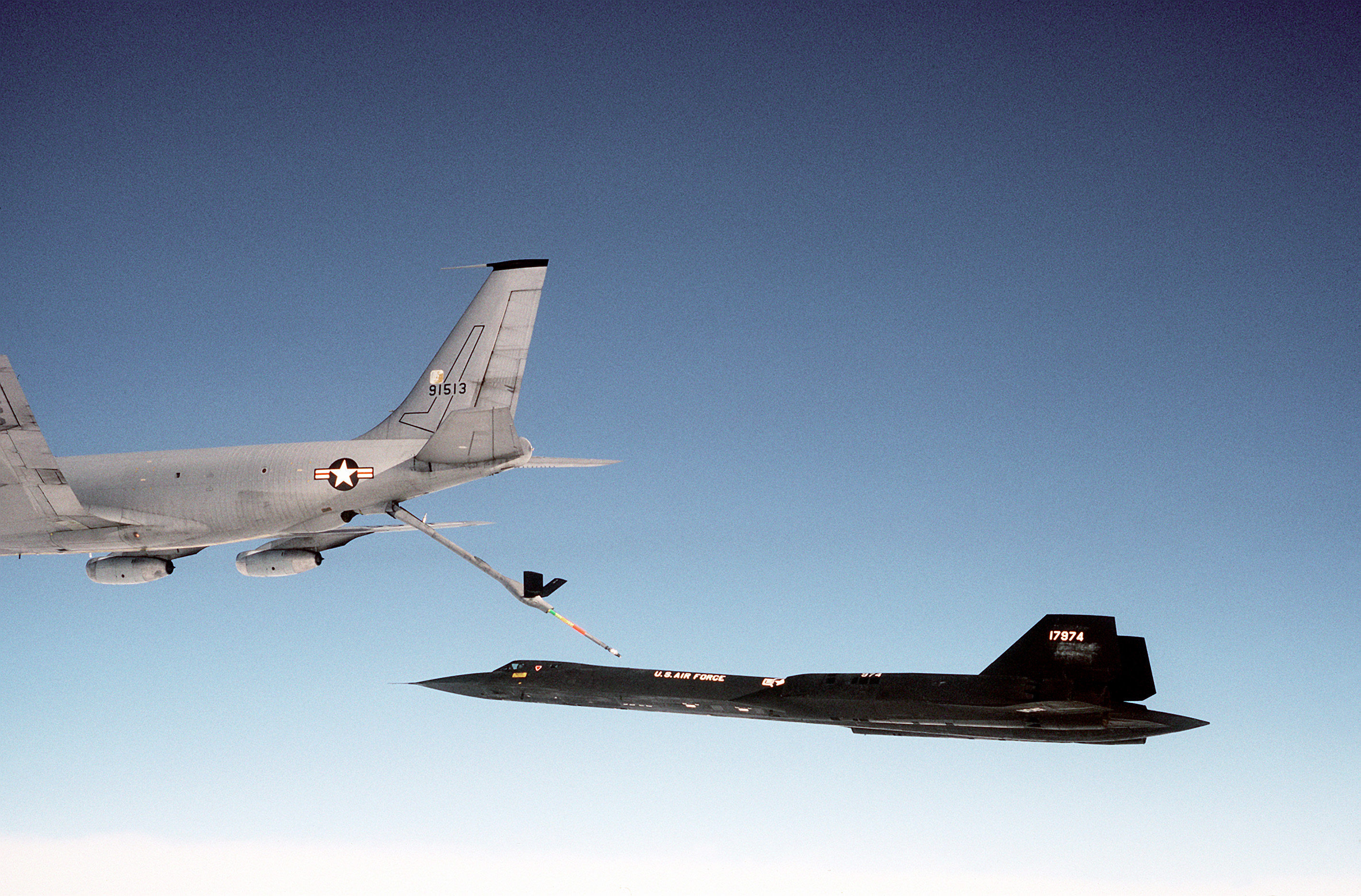
KC-135Q替SR-71偵察機補充JP-7燃料
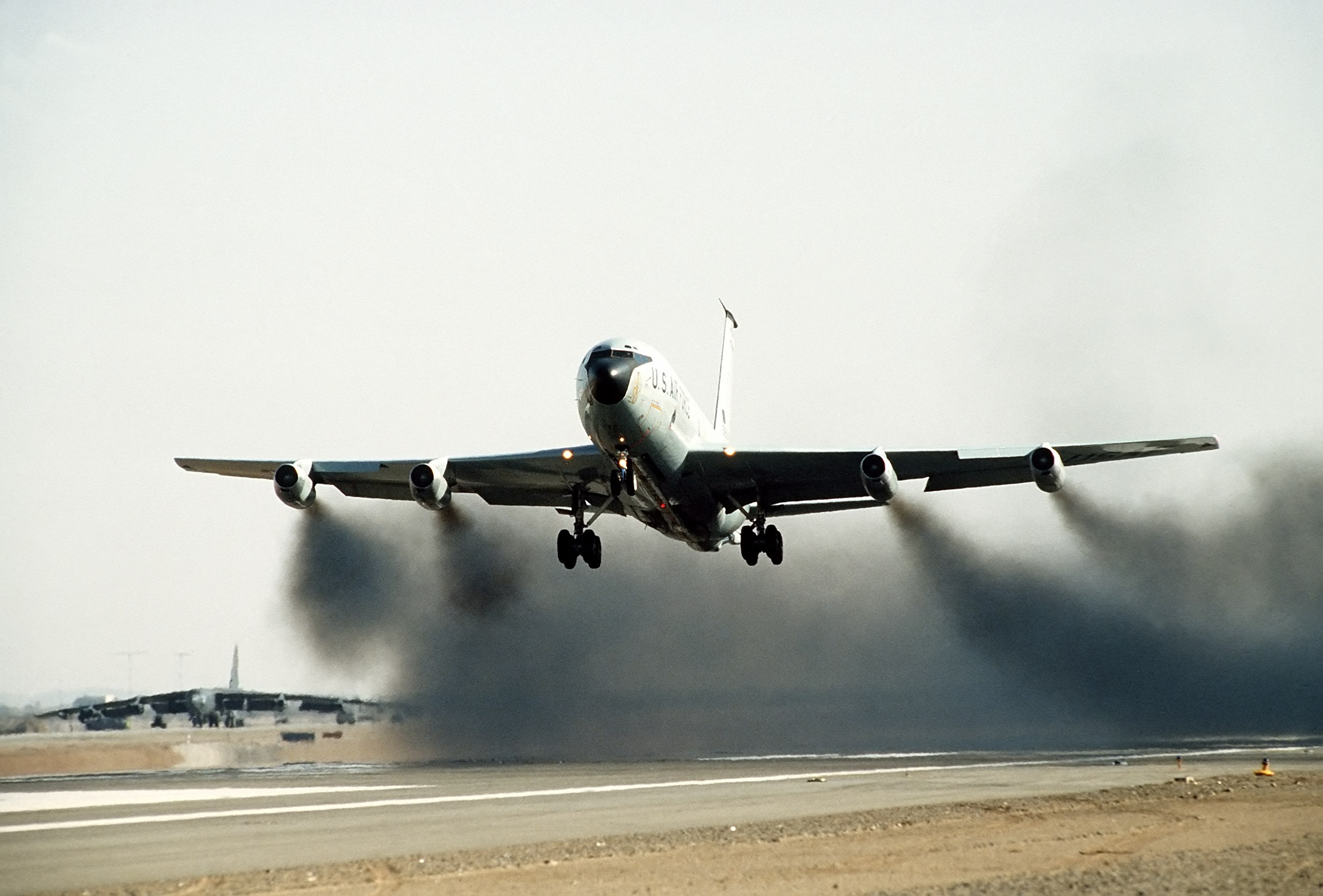
使用J75引擎的KC-135A(Q)
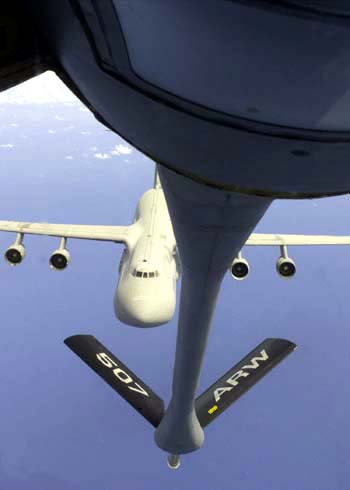
準備與C-5 Galaxy施行加油任務
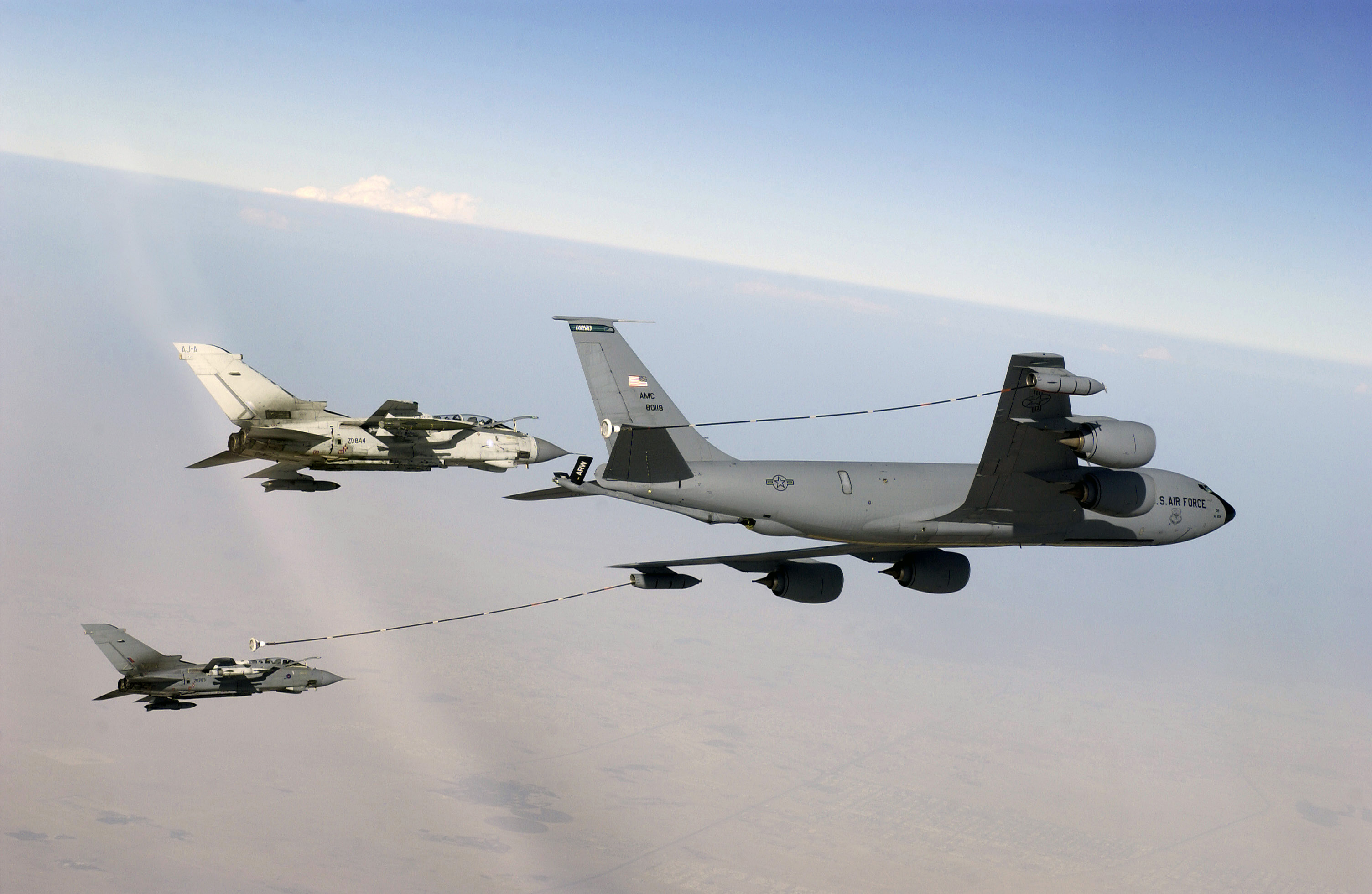
用Mk.32B飛錨式加油系統與皇家空軍龍捲風戰機施行加油任務
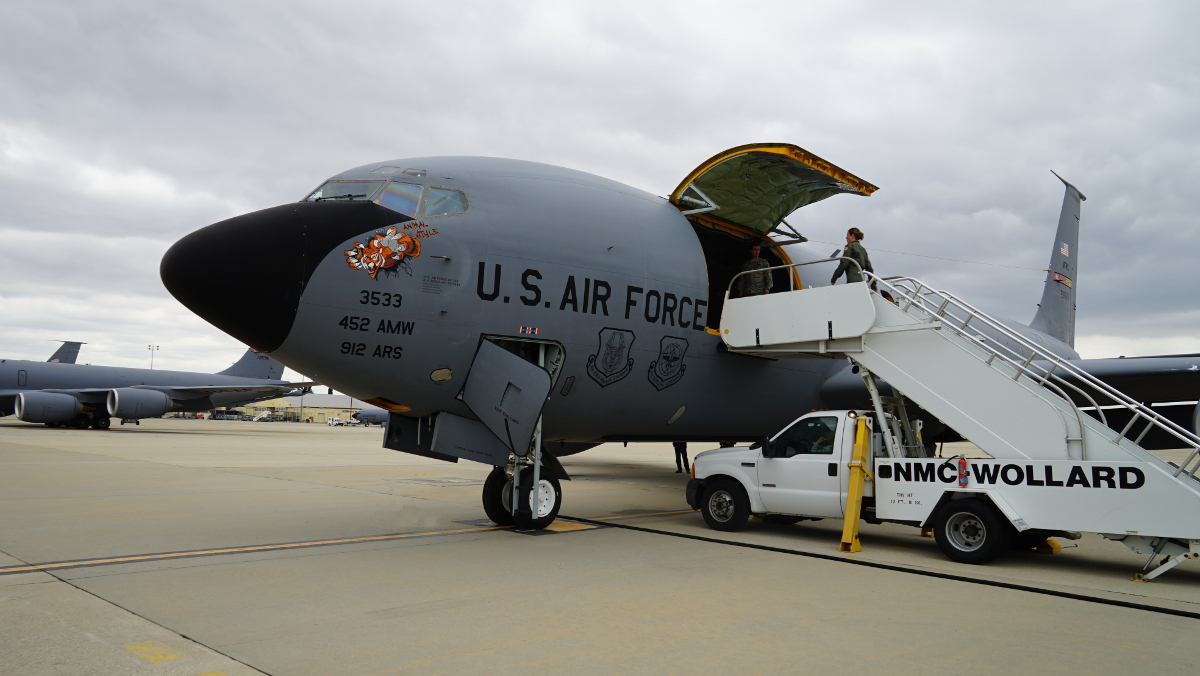
KC-135貨門
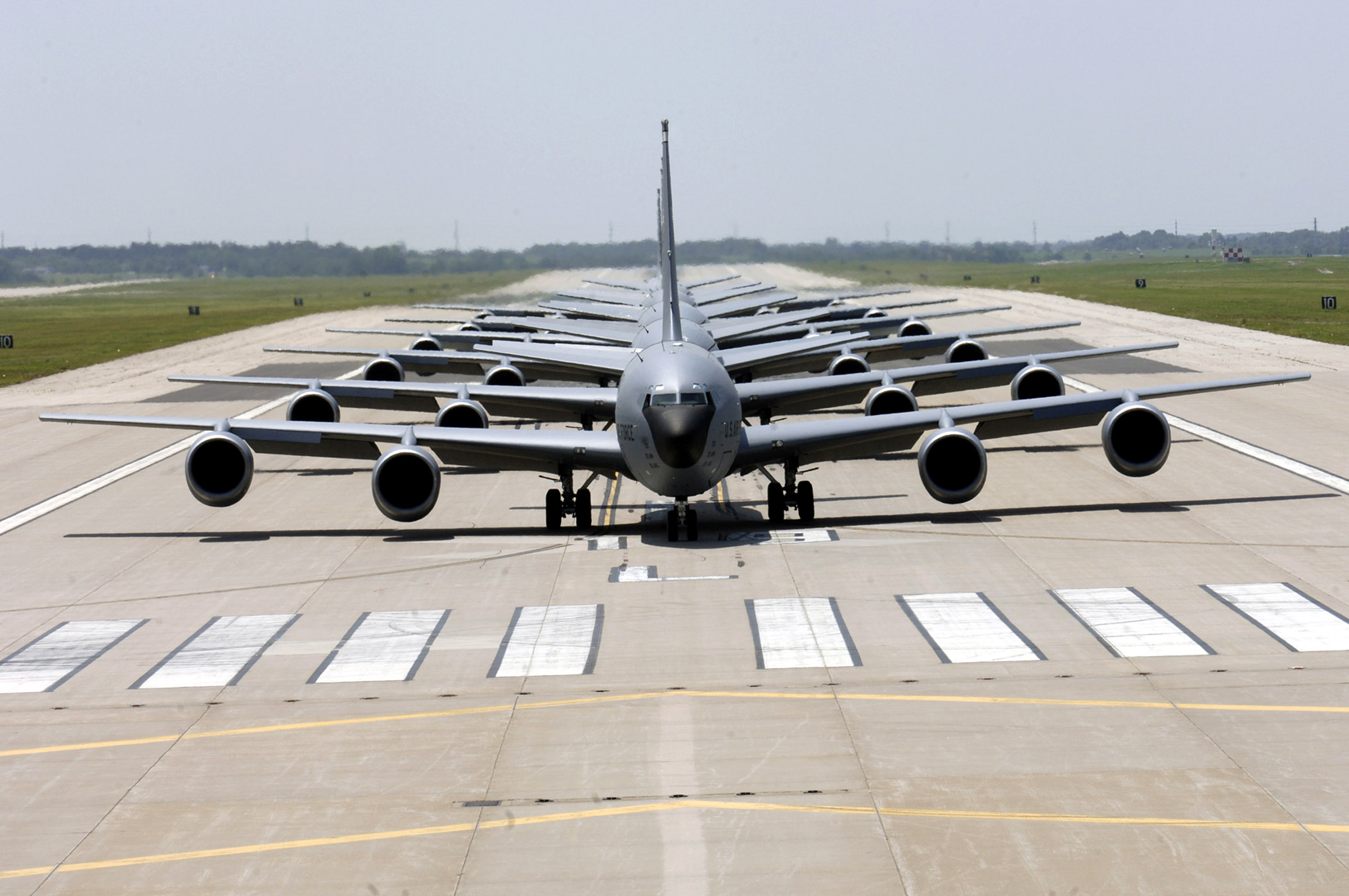
美軍KC-135機隊
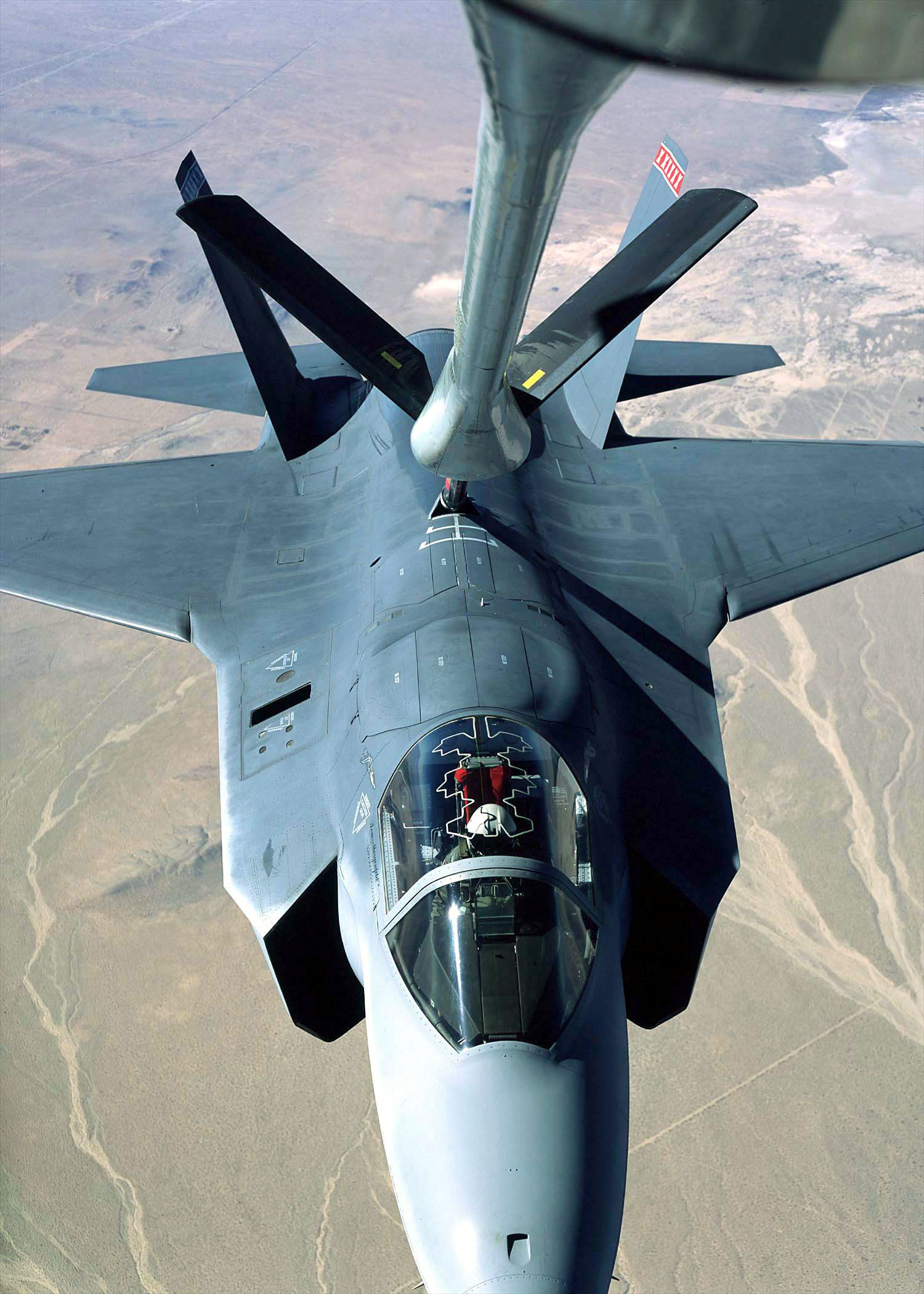
與X-35A施行加油任務
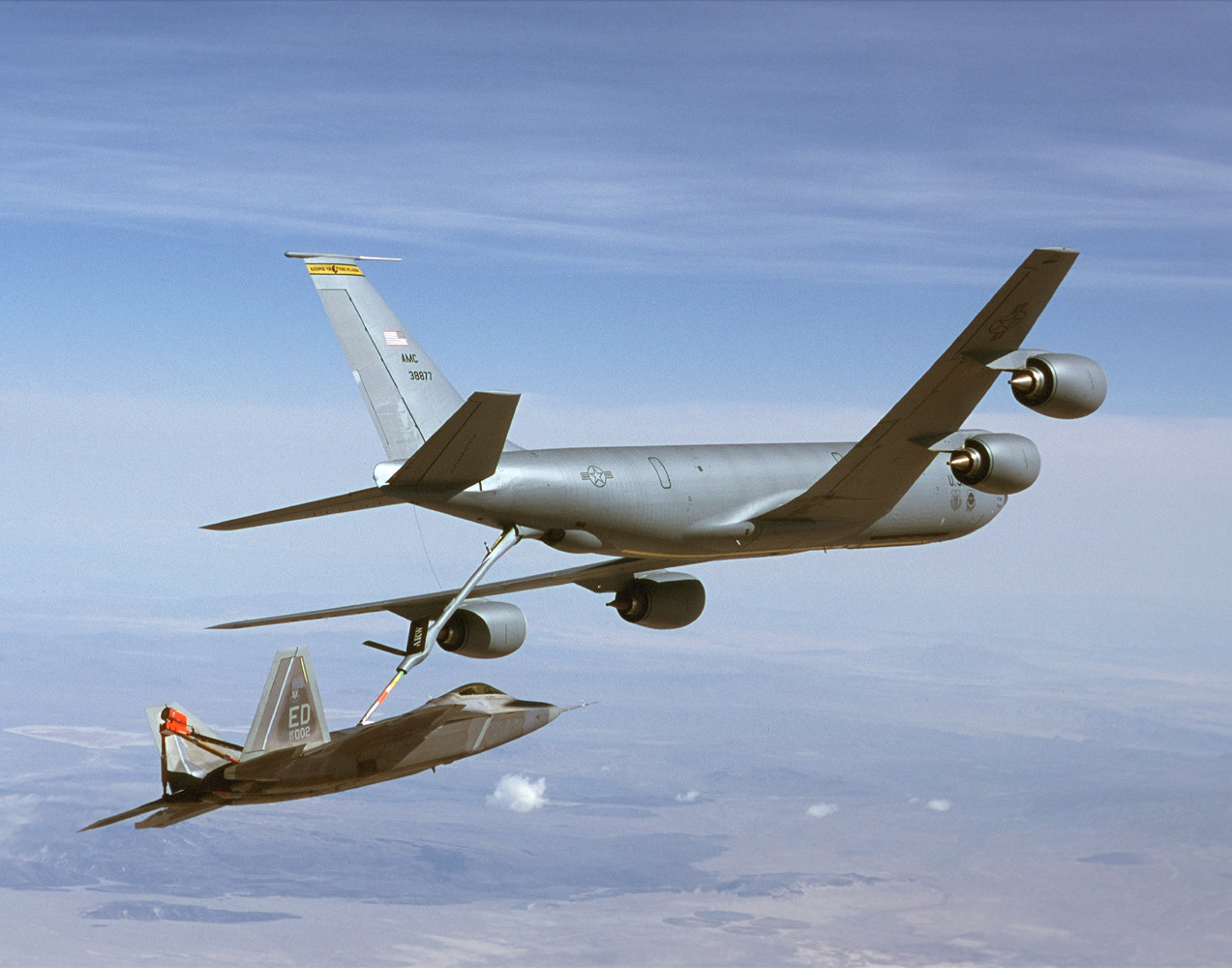
與YF-22施行加油演練
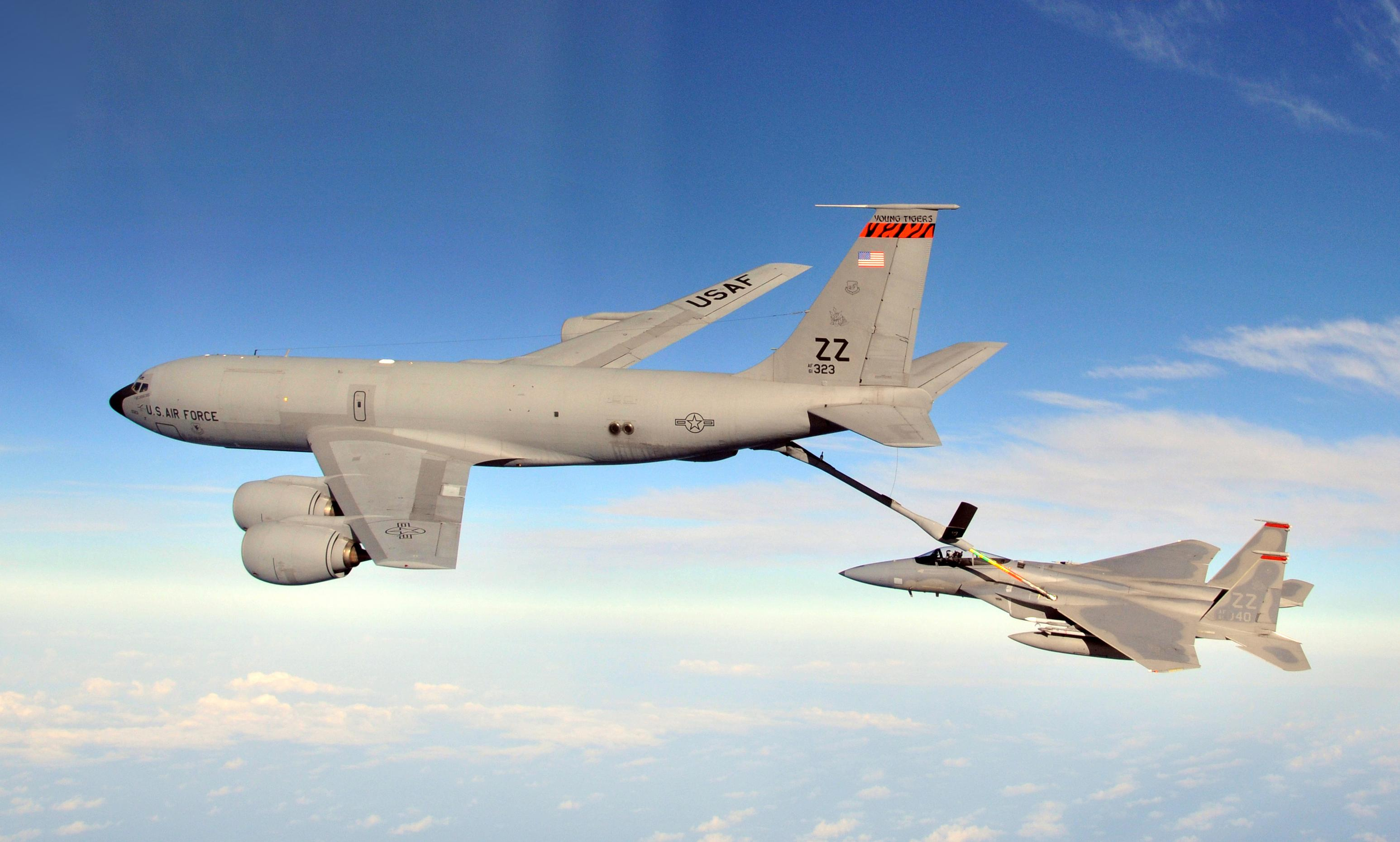
正替F-15C施行加油任務的美國空軍KC-135
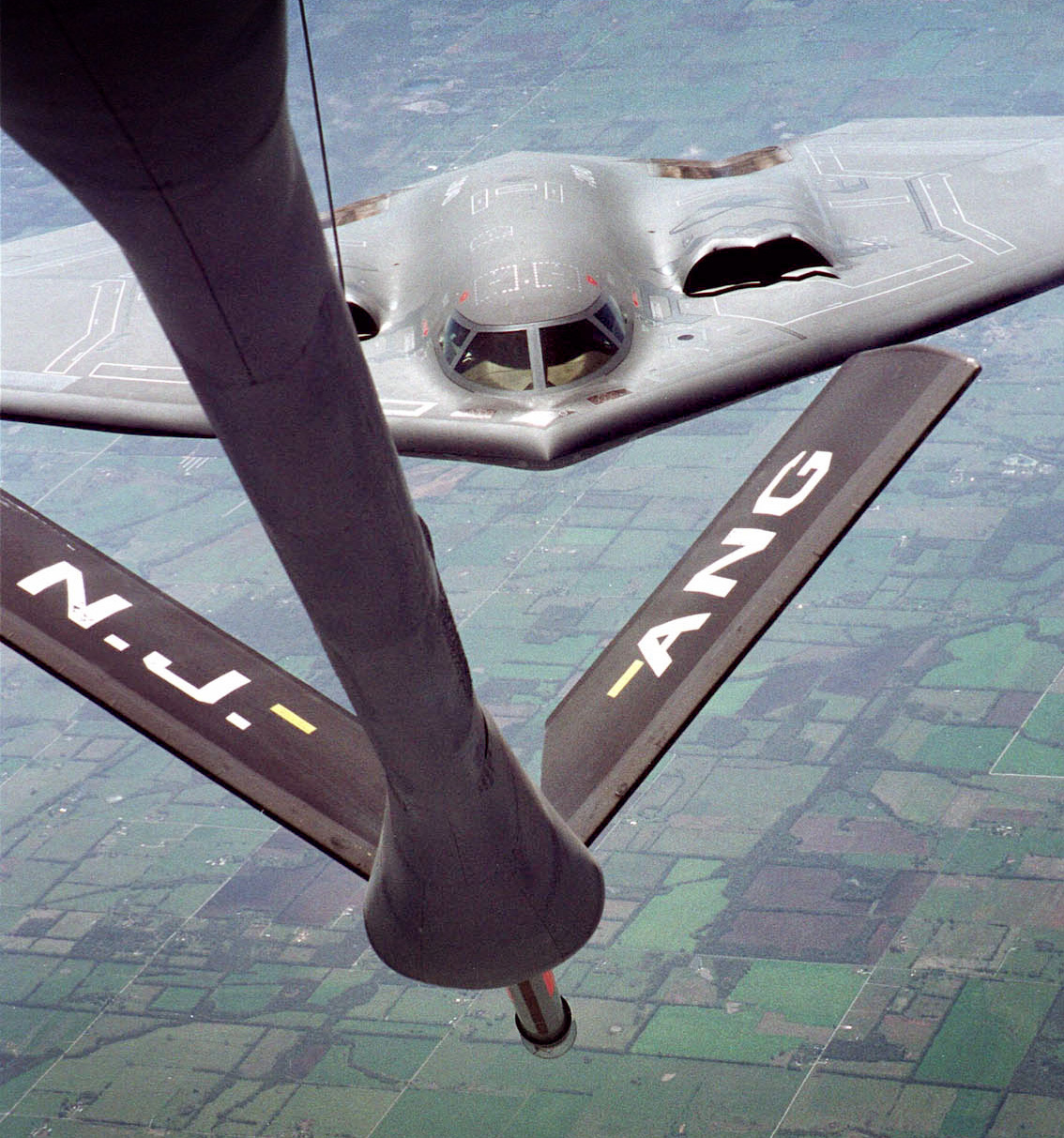
準備與B-2匿蹤轟炸機施行加油任務